# ATES
ATES - Aziende Tecniche Elettroniche del Sud S.p.A. era un'azienda italiana, a partecipazione statale, di produzione e montaggio di componentistica elettronica ed elettromeccanica nata dal volere di Bernardo Olivetti insediata a L'Aquila e, successivamente, nella Zona industriale di Catania, in un'area adiacente alla Strada Statale 114 per Siracusa; dagli anni '70 a seguito di fusione non è più operante sotto tale nome.

## Storia
Nasce il 12 agosto 1959 come ELIT - Elettronica Italiana S.p.A. con sede a L'Aquila. L'acronimo ATES, Aquila Tubi Elettronici e Semiconduttori, viene adottato nel 1959 e successivamente diventa Aziende Tecniche Elettroniche del Sud. Lo stabilimento principale, produttore di tubi elettronici di qualità adottati anche sugli oscilloscopi Tektronix dell'epoca, era situato all'Aquila; la sede legale, agli inizi degli anni sessanta, era ubicata a Napoli, l'ufficio vendite a Milano, mentre la direzione centrale a Roma. L'ATES produceva i tubi elettronici su licenza RCA. 

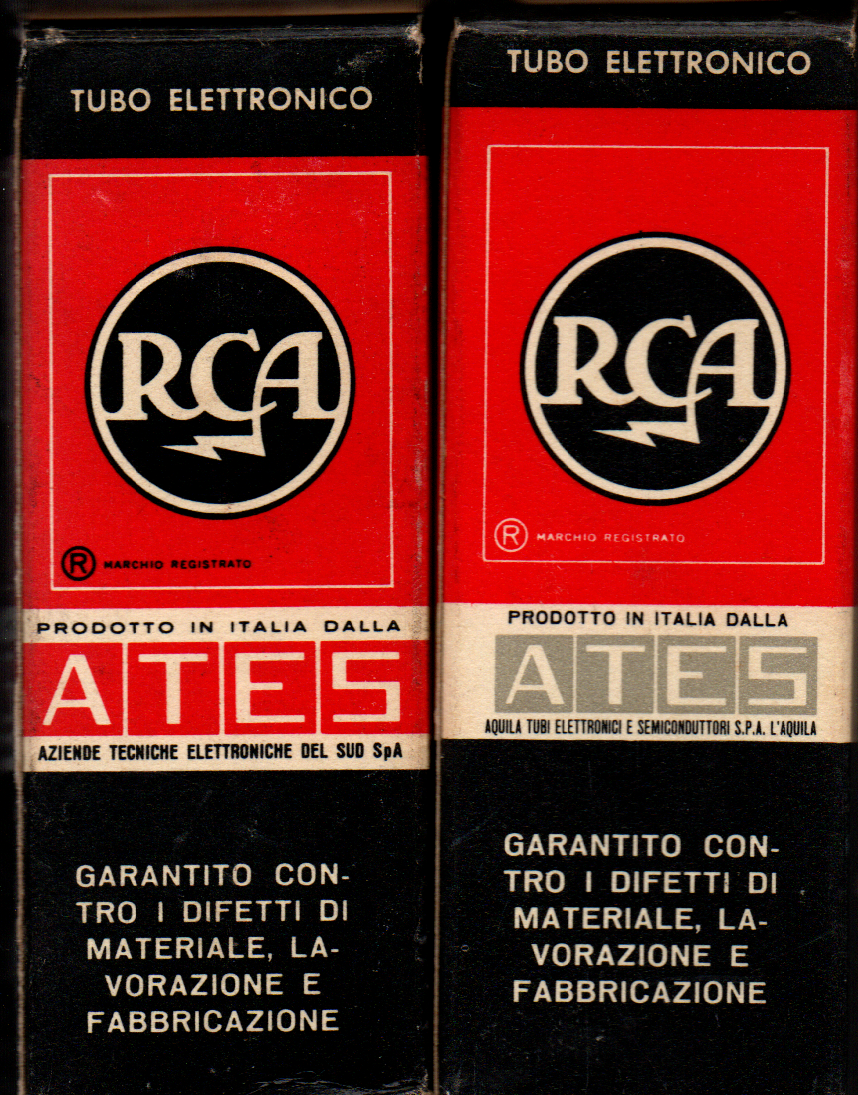
Tubi elettronici RCA prodotti su licenza dalla ATES. Le scatole riportano le due diverse ragioni sociali.

Nei primi anni sessanta entrò nell'azionariato della società la RCA, che nel 1961 costruì l'insediamento della zona industriale di Catania, una fabbrica di "semiconduttori allo stato solido" (diodi e transistor al germanio e al silicio) e di "componenti passivi" (condensatori e resistenze). La ATES - Componenti elettronici S.p.A. fu costituita 20 dicembre 1963 con sede in Catania.
In seguito la proprietà si ripartì in azionariato misto, pubblico e privato, con l'intervento di STET, finanziaria del gruppo IRI, che deteneva la maggioranza, e dalla Siemens tedesca. La seconda metà degli anni sessanta segnarono un continuo incremento in termini di tecnologia, fatturato e assunzioni, culminato con la costruzione del centro di ricerca di Castelletto, nel comune di Cornaredo.
L'espansione della società continuò negli anni settanta: il 29 dicembre 1971 fu stipulato, in seguito alla delibera assembleare del 20 novembre 1971, l'atto di fusione per incorporazione della Società Generale Semiconduttori di Agrate Brianza nella Ates che assunse il nome di SGS-ATES Componenti elettronici S.p.A. con l'acquisizione di nuove tecnologie nel campo dei circuiti integrati.
Verso la fine degli anni settanta, a causa di una crisi di mercato ma anche della mancanza di organicità (dovuta allo stesso sviluppo avvenuto in tempi relativamente brevi), e delle istanze sindacali, si generò un pesante processo involutivo, soprattutto nello stabilimento di Catania (che contava più di 2000 dipendenti), rimasto un'unità operativa monca, mancando da un canto un centro di ricerca autonomo e tutte le attività commerciali dall'altro, il supporto adeguato dei servizi comunali (acqua, viabilità, ecc.) e di un "indotto industriale" ancora in divenire. Per salvaguardare l'occupazione furono introdotte lavorazioni secondarie, ma il bilancio della Società rimase in passivo.
Nel corso degli anni ottanta, sotto la guida del nuovo amministratore delegato Pasquale Pistorio, la SGS venne rilanciata e profondamente ristrutturata. L'assemblea del 23 aprile 1985 deliberò il cambio di denominazione in SGS - Microelettronica S.p.A.. Lo stabilimento di Catania, in particolare, da semplice unità produttiva divenne un'unità integrata e fortemente autonoma, nella quale oltre la produzione di chip su fette di silicio, vennero promosse e sviluppate la ricerca e lo sviluppo di prodotti tecnologici di alto valore aggiunto, e infine il marketing e le vendite con dimensioni mondiali per i propri prodotti.
Nel maggio 1987 venne fondata la SGS-Thomson Microelectronics, una joint venture tra la SGS italiana del gruppo IRI-Finmeccanica e la francese Thomson Semiconducteurs presieduta da Pasquale Pistorio, che conservò l'incarico fino al 2005. La nuova società nata nel 1998 ha mutato il nome in STMicroelectronics.

## Prodotti

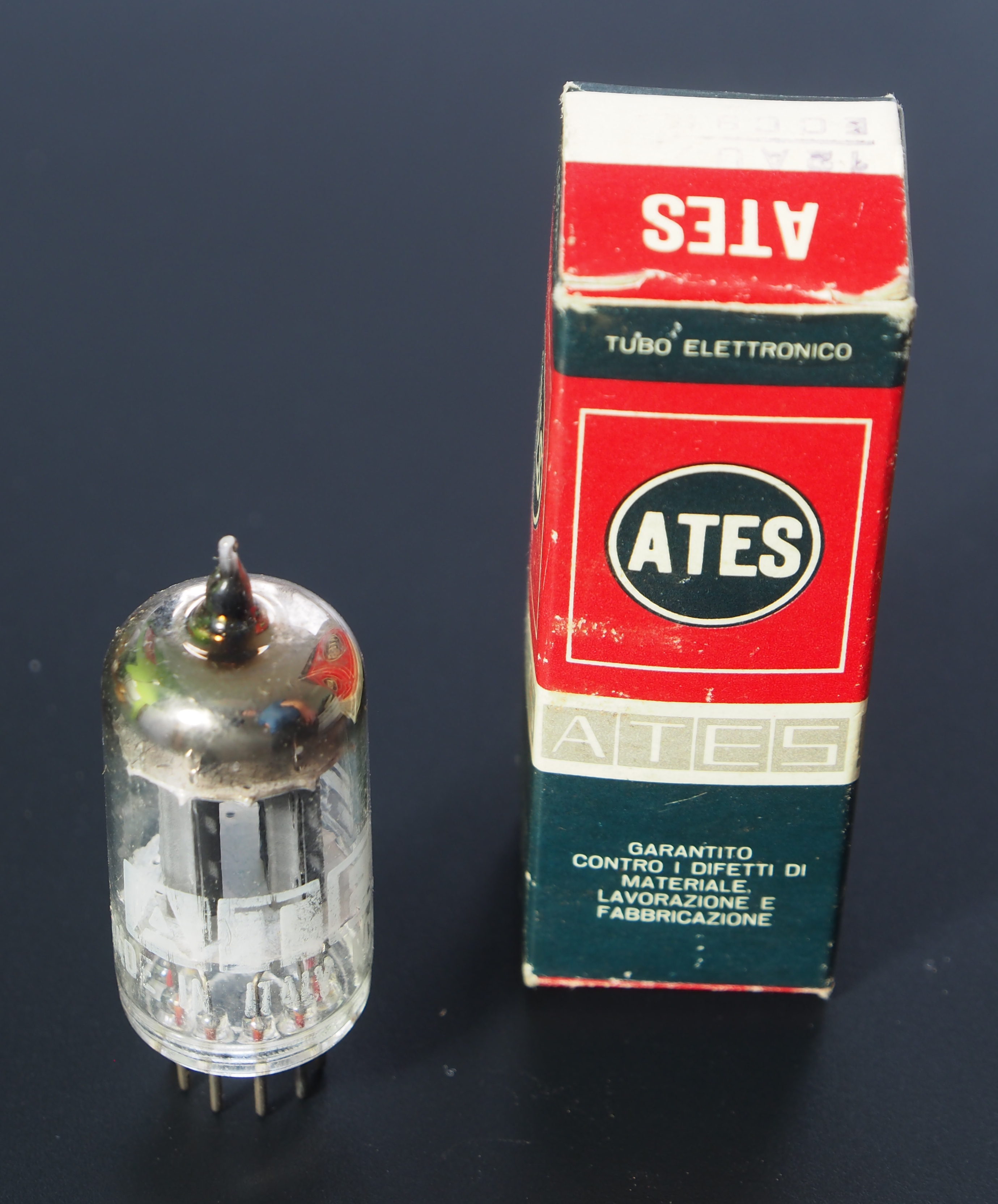
Valvola termoionica
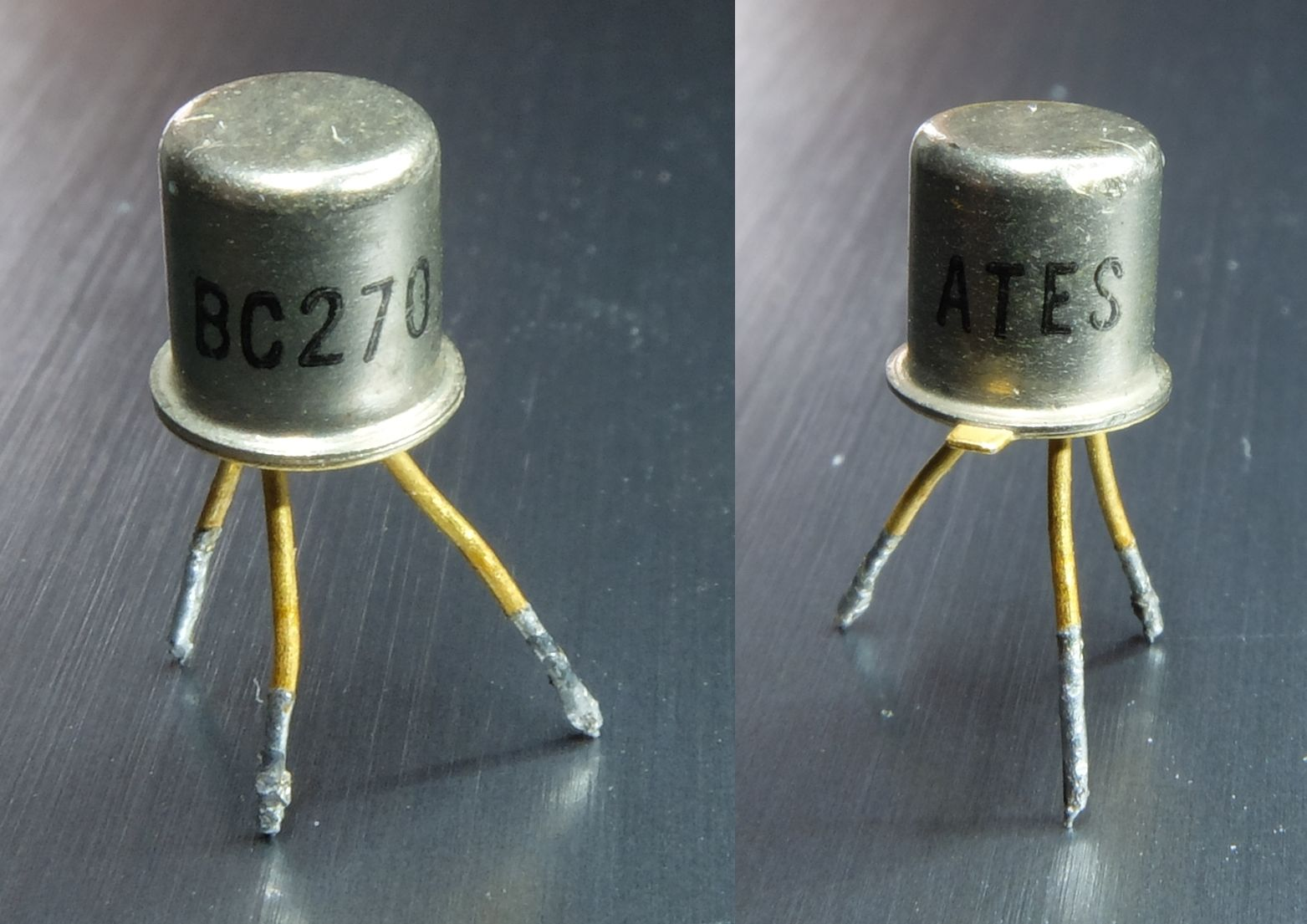
Transistor BJT NPN BC270C
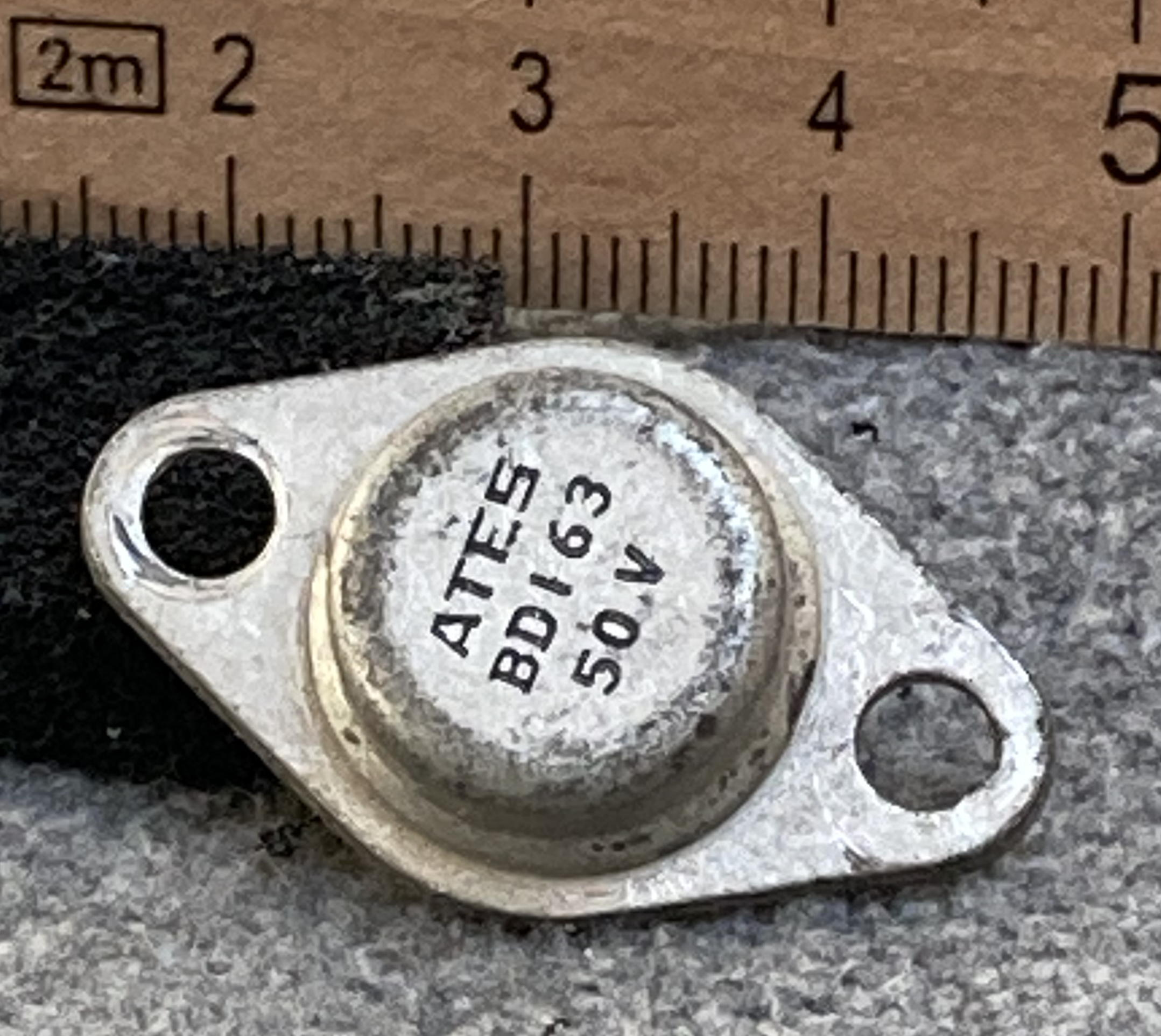
Transistor BJT NPN BD163